# Gestose
Gestose (lateinisch gestatio = Schwangerschaft, Trächtigsein; und altgriechisches Suffix -ose mit der Bedeutung Krankheit) ist ein Oberbegriff für schwangerschaftsbedingte Krankheiten, deren Ursachen weitgehend unklar sind. Man unterscheidet Frühgestosen im ersten Schwangerschaftsdrittel (1. Trimenon) mit Hyperemesis gravidarum oder Ptyalismus (vermehrtem Speichelfluss) und Spätgestosen im letzten Drittel, die sich als Präeklampsie bzw. Eklampsie oder HELLP-Syndrom darstellen. Das zweite Drittel der Schwangerschaft ist meist nicht betroffen (sog. Toleranzstadium).
Der Begriff Schwangerschaftsvergiftung (auch Schwangerschaftsintoxikation, Schwangerschaftstoxikose und Toxämie) für Gestosen beruht auf falschen Vorstellungen über die Ursachen und ist veraltet.
Von einer Pfropfgestose (auch: Propfgestose), die sich im Unterschied zur essentiellen Gestose einer bereits bestehenden Krankheit aufpfropft, wird gesprochen, wenn eine Frau vor einer Schwangerschaft schon an Bluthochdruck (arterielle Hypertonie) oder einer Nierenerkrankung erkrankt war und sich während einer späteren Schwangerschaft weitere Symptome einer Gestose oder eine Verstärkung der Symptome einstellen.

## Symptome
Unter anderem folgende Symptome können Anzeichen einer Gestose sein: Bluthochdruck, vermehrte Eiweißausscheidung im Urin, Ödeme, Übelkeit, Erbrechen, Kopfschmerzen, Sehstörungen, Krampfanfall, Schmerzen im rechten Oberbauch.
Folgen einer Gestose können Organschädigungen sein, wobei unter anderem Gallenblase und Leber, Haut, Blut, Nerven, Knochen und Gelenke betroffen sein können.

## Risikofaktoren
Als mögliche begünstigende Faktoren der Gestose werden folgende diskutiert:
- Familiäre Disposition
- Krankheiten der Nieren und des Gefäßsystems
- Uteroplazentare Durchblutungsstörungen und andere uteroplazentare Dysfunktion[4]
- Störungen der Mikrozirkulation
- Magnesiummangel
- Immunologische Mechanismen[5] (Autoimmunkrankheiten)
- Erstschwangerschaft